# Alkaliczno-skaleniowy syenit
Alkaliczno-skaleniowy sjenit (alkaliczno-skaleniowy syenit) – kwaśna skała magmowa o pochodzeniu głębinowym. Alkaliczno-skaleniowy sjenit zaliczany jest do skał jawnokrystalicznych. Najczęściej barwy jasnoszarej, szarej lub ciemnoszarej. Zawiera do 5% kwarcu. Na diagramie klasyfikacyjnym QAPF alkaliczno-skaleniowy sjenit zajmuje pole 6.
- Struktura: jawnokrystaliczna, średniokrystaliczna.
- Skład mineralny: skalenie alkaliczne (ortoklaz, mikroklin, albit), kwarc, biotyt, amfibole, pirokseny. Minerały akcesoryczne, to: apatyt, cyrkon, ilmenit, rutyl, tytanit, ksenotym.

Nazwa pochodzi od greckiej nazwy Asuanu – Syene oraz od występowania skaleni alkalicznych.